# Юлий Юл (Юлии)
Юлий Юл или Юлии Юлите (на латински: Iulii Iulli) са патриции фамилия от рода на gens Юлиите. Те се проявяват през 5 и 4 век пр.н.е.
Известни с това име:
- Гай Юлий Юл, консул през 489 пр.н.е.
  - Гай Юлий Юл, консул през 482 пр.н.е., децемвир през 451 пр.н.е.
    - Гай Юлий Юл, консул през 447, 435 и 434 пр.н.е.

  - Вописк Юлий Юл, консул 473 пр.н.е.
    - Луций Юлий Юл, военен трибун 438 пр.н.е., конник 431 пр.н.е., консул 430 пр.н.е. и цензор 424 пр.н.е.
      - Луций Юлий Вописк Юл, консулски военен трибун 403 пр.н.е.
        - Луций Юлий Вописк Юл, консулски военен трибун 401 пр.н.е.
          - Луций Юлий Вописки Юл, консулски военен трибун 397, 388 и 379 пр.н.е.

      - Гай Юлий Вописк Юл, консулски военен трибун 408 и 405 пр.н.е. и цензор 393 пр.н.е.
- Секст Юлий Юл, консулски военен трибун 424 пр.н.е.
- Гай Юлий Юл, диктатор 352 пр.н.е.

Юл (Iullus) идва от Юлий (Iulius), от прародител „Юл“.